# God (zespół muzyczny)
god (kor. 지오디 ji-oh-dee) – południowokoreański zespół popowy aktywny w przemyśle od 1999 roku. Jego nazwa to akronim od pierwszych liter Groove Over Dose.

## Dyskografia

### Albumy studyjne
- Chapter 1 (1999)
- Chapter 2 (1999)
- Chapter 3 (2000)
- Chapter 4 (2001)
- Chapter 5: Letter (2002)
- An Ordinary Day (kor. 보통날; 2004)
- Into the Sky (kor. 하늘속으로; 2005)
- Chapter 8 (2014)
- Then & Now (2019)